# Sven Gillert

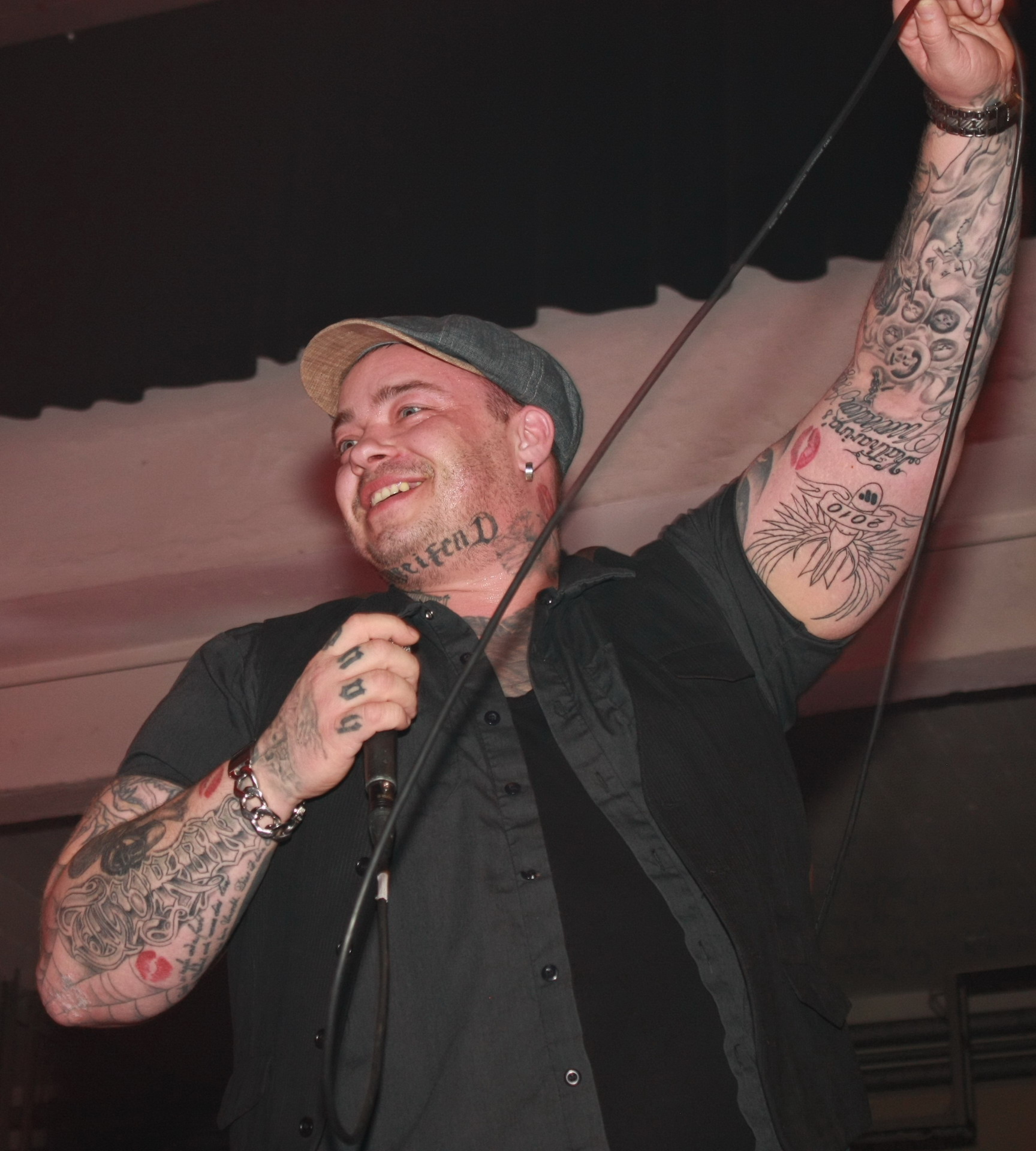
Sven Gillert (2012)

Sven Gillert (* 1978 in Ost-Berlin) ist ein deutscher Musiker, Sänger und Autor. Neben seinem musikalischen Engagement in der Deutschrock-Band Haudegen ist Gillert als Solokünstler unterwegs.

## Leben
Sven Gillert wuchs in Berlin-Marzahn auf. Erste Schritte in die musikalische Öffentlichkeit unternahm er 2009 unter dem Künstlernamen Tyron Berlin. Ein Jahr später gründete er zusammen mit Hagen Stoll die Rockband Haudegen.
Als Solo-Künstler trat Gillert 2014 an der Seite von Sidney King mit dem Titel Hoffnung 2 in Erscheinung. Das zugehörige Musikvideo wurde 1,8 Millionen Mal (Stand: Oktober 2020) auf YouTube angeklickt. Im Jahr 2020 fokussierte Gillert stärker auf eine Solokarriere und brachte über Frühling und Sommer hinweg die Singles Helden unserer Zeit und Unsterblich heraus. Im Jahr 2020 folgte sein erstes Soloalbum Facetten im eigenen Musiklabel.
Seit 2023 veröffentlicht Sven Gillert seine Musik unter dem Namen Gassenhauer.

## Diskographie
Alben
- 2020: Facetten[1] (SG New World Records)
- 2021: Loyalität (SG New World Records)
- 2022: Treu geblieben (SG New World Records)
- 2023: Diamant (SG New World Records)
- 2023: Berliner Weihnachten mit Sven Gillert (SG New World Records)

## Werke
- Power Book 1: Seelenfrieden. Eigenverlag, Berlin 2022, ISBN 979-8-797-90212-6.